# Idaea osseatae
Idaea osseatae là một loài bướm đêm trong họ Geometridae.